# Roman Bohnen
Pour les articles homonymes, voir Bohnen.
Roman Bohnen, né Roman Aloys Bohnen, est un acteur américain né à Saint Paul (Minnesota) le 24 novembre 1901 et mort à Hollywood (Californie) le 24 février 1949. 

## Filmographie partielle
- 1939 : Des souris et des hommes (Of Mice and Men) de Lewis Milestone : Candy
- 1941 : Rendez-vous d'amour (Appointment for Love), de William A. Seiter : Dr Gunther
- 1941 : Le Cœur révélateur (The Tell-Tale Heart), court-métrage de Jules Dassin : le vieil homme
- 1942 : The Bugle Sounds de S. Sylvan Simon
- 1942 : Young America de Louis King : Mr. Barnes
- 1943 : Le Chant de Bernadette (The Song of Bernadette) de Henry King : François Soubirous
- 1943 : L'Ange des ténèbres (Edge of Darkness) de Lewis Milestone : Lars Malken
- 1943 : Mission à Moscou (Mission to Moscow) de Michael Curtiz : Nikolaï Krestinsky
- 1944 : Rien qu'un cœur solitaire (None but the Lonely Heart) de Clifford Odets : Dad Pettyjohn
- 1945 : Une cloche pour Adano (A Bell for Adano) de Henry King : un charretier
- 1946 : Le Bel Espoir (Miss Susie Slagle's) de John Berry : Dean Wingate
- 1946 : Révolte à bord (Two Years Before the Mast) de John Farrow : Macklin
- 1946 : Une nuit mouvementée (Deadline at Dawn) de Harold Clurman (en) : l'homme au chat
- 1946 : The Hoodlum Saint de Norman Taurog : le Père O'Doul
- 1946 : L'Emprise du crime (The Strange Love of Martha Ivers) de Lewis Milestone : Mr. O'Neil
- 1946 : Les Plus Belles Années de notre vie (The Best Years of Our Lives) de William Wyler : Pat Derry
- 1946 : Californie terre promise (California) de John Farrow : le colonel Stuart
- 1947 : Les Démons de la liberté (Brute Force) de Jules Dassin : Warden A.J. Barnes
- 1948 : Arc de Triomphe (Arch of Triumph) de Lewis Milestone : Dr Veber
- 1948 : Jeanne d'Arc de Victor Fleming - Durand Laxart
- 1948 : Les Yeux de la nuit (Night has a thousand eyes) de John Farrow : Melville Weston